# Matthias Flach
Matthias Flach (Rostock, RDA, 30 de septiembre de 1982) es un deportista alemán que compitió en remo.
Ganó cuatro medallas en el Campeonato Mundial de Remo entre los años 2003 y 2007. Participó en los Juegos Olímpicos de Pekín 2008, ocupando el octavo lugar en la prueba de ocho con timonel.

## Palmarés internacional
| Campeonato Mundial | Campeonato Mundial | Campeonato Mundial | Campeonato Mundial |
| Año                | Lugar              | Medalla            | Prueba             |
| ------------------ | ------------------ | ------------------ | ------------------ |
| 2003               | Milán (Italia)     | Medalla de bronce  | Cuatro con timonel |
| 2005               | Kaizu (Japón)      | Medalla de bronce  | Cuatro con timonel |
| 2006               | Eton (Reino Unido) | Medalla de oro     | Cuatro con timonel |
| 2007               | Múnich (Alemania)  | Medalla de bronce  | Cuatro con timonel |